# Pont Saint-Louis-de-Gonzague
Ne doit pas être confondu avec le pont Saint-Louis de Paris, ou le pont Saint-Louis de Mont-de-Marsan.
Le pont Saint-Louis-de-Gonzague est un pont routier situé en Montérégie, dans la municipalité de Saint-Louis-de-Gonzague.   

## Description
Le pont est emprunté par la rue du Pont qui est une collectrice de transit entretenue par le ministère des Transports. Il comporte deux voies de circulation, soit une voie par direction. Autrefois, le pont n'avait qu'une seule voie et une voie ferroviaire, la circulation se faisait donc en alternance grâce à des feux de circulation. La hauteur libre est limitée à 4,3 mètres.
Le pont compte 30 travées, la travée mobile a une portée de 110 mètres.

## Accidents
En novembre 1985, le navire indien Jalagodavari heurte la travée au sud de la section levante.
En juin 2006, un navire canadien frappe une travée fixe.
Le Bureau de la Sécurité dans les Transports (BST) a fait enquête sur ces accidents.

## Toponymie
Le nom du pont rappelle la municipalité de paroisse de Saint-Louis-de-Gonzague, dans laquelle il est situé.

## Ressemblance
Le pont Saint-Louis de-Gonzague et le pont Larocque sont voisins de quelques kilomètres et presque jumeaux. Lorsque l'un des ponts est levé, les usagers peuvent emprunter l'autre pont, n'étant pas synchronisés.